# Ruth Killius
Ruth Killius (* 20. Juni 1968 in Lahr, Baden-Württemberg) ist eine deutsche Bratschistin.

## Leben
Sie absolvierte ihr Studium der Viola bei  Ulrich Koch und Kim Kashkashian. Neben dem Standardrepertoire für Bratsche setzt sich Ruth Killius intensiv mit zeitgenössischer Musik auseinander. Sie wirkte in zahlreichen Uraufführungen mit, unter anderem in Elliott Carters Oboenquartett mit Heinz Holliger und in Brian Ferneyhoughs Streichtrio mit Mitgliedern des Genfer Neue-Musik-Ensembles Contrechamps.
Von 1993 bis 1996 Solobratschistin bei der Camerata Bern, hat Ruth Killius seitdem als Solistin unter anderem  mit dem Boston Symphony Orchestra, dem Residenz Orchester Den Haag, dem Budapest Festival Orchestra, dem Basler Sinfonieorchester, dem Wiener Kammerorchester und dem MDR-Sinfonieorchester Leipzig konzertiert. Zu Beginn der Saison 2009/2010 unternahm Ruth Killius eine Konzertreise durch Australien an der Seite des Melbourne Symphony Orchestra, des West Australian Symphony Orchestra in Perth und des Sydney Symphony Orchestra in der Oper von Sydney. Weitere Engagements führten sie unter anderem ins dänische Odense (Bartók: Violakonzert) und nach Biel (Hindemith: Der Schwanendreher).
Bei renommierten Festivals, wie den Luzerner Festwochen, dem Schleswig-Holstein Musik Festival, dem Edinburgh International Festival und dem Helsinki Festival, ist Ruth Killius regelmäßig zu Gast.

## Kammermusik
Zusammen mit Thomas Zehetmair gründete Ruth Killius 1994 das Zehetmair Quartett, das heute zu den führenden Streichquartetten zählt. Die Einspielung von Robert Schumanns Erstem und Drittem Streichquartett wurde mit zahlreichen Preisen ausgezeichnet, unter anderem mit dem Gramophone Award (Chamber Music – Record of the Year, 2003). Die Aufnahmen des Quartetts mit den Streichquartetten Nr. 4 von Paul Hindemith und Nr. 5 von Béla Bartók wurden mit dem Diapason d’or de l’année des Jahres 2009 ausgezeichnet. Darüber hinaus hat Ruth Killius zusammen mit Heinz Holliger und Thomas Demenga für ECM eine CD mit Werken von Elliott Carter und Isang Yun aufgenommen. Die beim Label Glossa erschienene Aufnahme mit Mozarts Sinfonia concertante und dem Orchestra of the Eighteenth Century unter der Leitung von Frans Brüggen erregte ebenso große Aufmerksamkeit.
Im Duo mit Thomas Zehetmair ist Ruth Killius in zahlreichen Musikzentren zu hören. Bei ECM erschien im März 2011 ihre Einspielung Manto and Madrigals mit Werken unter anderem von Béla Bartók, Heinz Holliger und Bohuslav Martinů. In der Spielzeit 2011/2012 haben Ruth Killius und Thomas Zehetmair Mozarts Sinfonia concertante mit dem Orchestre National de Lyon, dem Orquesta de Câmara Portuguesa sowie dem Orchester des Hessischen Staatstheaters Wiesbaden zur Aufführung gebracht.
Von 2001 bis 2003 hatte Ruth Killius eine Professur für Viola an der Johannes-Gutenberg-Universität Mainz inne.

## Aufnahmen
- Karl Amadeus Hartmann / Béla Bartók, ECM-Records-Verlag; Berlin: Universal Music (ECM New Series 1727), 2001, Zehetmair Quartett
- Lauds and lamentations, Gräfelfing: ECM-Records-Verlag; Berlin: Universal Music, 2003, (2 CD), Thomas Zehetmair (Violine), Ruth Killius (Viola), Thomas Demenga (Violoncello)
- Robert Schumann, ECM-Records-Verlag; Berlin: Universal Music (ECM New Series 1793), 2003, Zehetmair Quartett
- Béla Bartók / Paul Hindemith, ECM-Records-Verlag; Berlin: Universal Music (ECM New Series 1874), 2007, Zehetmair Quartett
- Wolfgang Amadeus Mozart, Violinkonzerte Nr. 1-5, Sinfonia Concertante, Glossa (GCD 921108), 2009, Thomas Zehetmair (Violine), Ruth Killius (Viola), Orchestra of the Eighteenth Century, Dirigent: Frans Brüggen, Live-Mitschnitte aus Brasilien und den Niederlanden
- Hindemith, Petrassi, Veress. String Trios, Stradivarius; 2011, Trio Contrechamps: Isabelle Magnenat (Violine), Ruth Killius (Viola), Daniel Haefliger (Violoncello)
- Manto and madrigals, Gräfelfing: ECM-Records-Verlag, Berlin: Universal Music, Vertrieb, P 2011, Thomas Zehetmair (Violine), Ruth Killius (Viola)

| Personendaten    | Personendaten                       |
| ---------------- | ----------------------------------- |
| NAME             | Killius, Ruth                       |
| KURZBESCHREIBUNG | deutsche Musikerin und Bratschistin |
| GEBURTSDATUM     | 20. Juni 1968                       |
| GEBURTSORT       | Lahr                                |